# US Open de 1980
O US Open de 1980 foi um torneio de tênis disputado nas quadras duras do USTA Billie Jean King National Tennis Center, no Flushing Meadows-Corona Park, no distrito do Queens, em Nova York, nos Estados Unidos, entre 26 de agosto a 7 de setembro. Corresponde à 13ª edição da era aberta e à 100ª de todos os tempos.

## Finais

### Profissional
| Categoria | Evento    | Campeã(s)(o/ões)                     | Vice-campeã(s)(o/ões)      | Resultado               | Chave(s)  | Chave(s)       |
| --------- | --------- | ------------------------------------ | -------------------------- | ----------------------- | --------- | -------------- |
| Simples   | Masculino | John McEnroe                         | Björn Borg                 | 7–6, 6–1, 6–7, 5–7, 6–4 | principal | qualificatório |
| Simples   | Feminino  | Chris Evert                          | Hana Mandlikova            | 5–7, 6–1, 6–1           | principal | qualificatório |
| Duplas    | Masculino | Robert Lutz Stan Smith               | Peter Fleming John McEnroe | 7–6, 3–6, 6–1, 3–6, 6–3 | principal | principal      |
| Duplas    | Feminino  | Billie Jean King Martina Navrátilová | Pam Shriver Betty Stöve    | 7–6, 7–5                | principal | principal      |
| Duplas    | Misto     | Wendy Turnbull Marty Riessen         | Betty Stöve Frew McMillan  | 7–5, 6–2                | principal | principal      |

### Juvenil
| Categoria | Evento    | Campeã(s)(o/ões) | Vice-campeã(s)(o/ões) | Resultado     | Chave(s)  | Chave(s)       |
| --------- | --------- | ---------------- | --------------------- | ------------- | --------- | -------------- |
| Simples   | Masculino | Mike Falberg     | Eric Wilborts         | 6–7, 6–3, 6–3 | principal | qualificatório |
| Simples   | Feminino  | Susan Mascarin   | Kathrin Keil          | 6–3, 6–4      | principal | qualificatório |